# 烏普薩拉—倫納铁路
烏普薩拉－倫納铁路（瑞典語：Upsala–Lenna Jernväg，简称：ULJ）位于瑞典乌普萨拉省，是一条具有窄轨性质的观光铁路，仅有一部分广泛的路斯劳根网格，其長度33公里，其中有一段抵達至瑞典的长度约为891毫米的测量值。由斯德哥尔摩路斯劳根铁路协会（英語：SRJmf society）营运。

### 書籍
- Roslagsbanan 100 år, AB Storstockholms lokaltrafiks järnvägar, Malmö : Stenvall, 1985. ISBN 91-7266-087-2 （瑞典文）